# NGC 6281

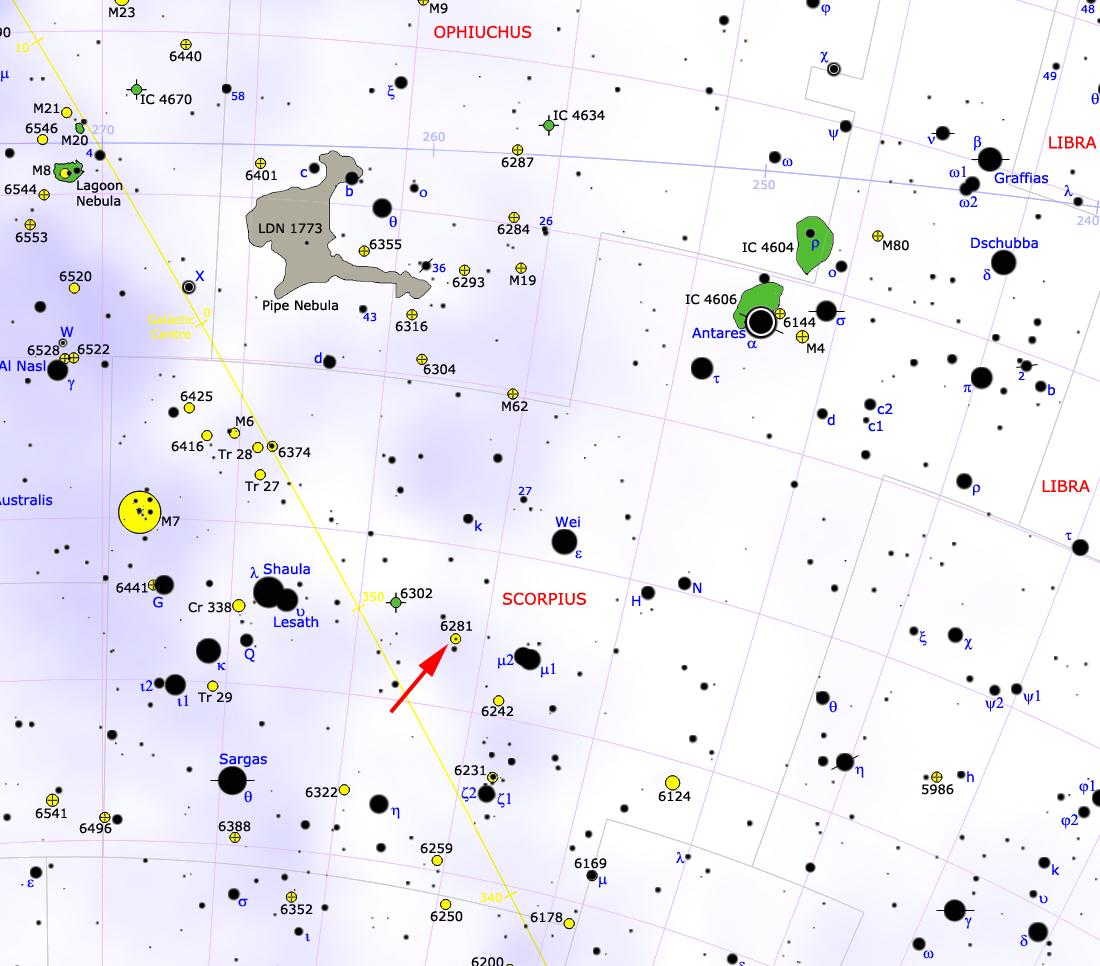
圖中顯示NGC 6281的位置。

NGC 6281是位於天蝎座的一個疏散星團。它既不是梅西爾天體，也不是科德韋爾深空天體；但它是被排除在這兩個星表之外，在天蠍座中最亮的天體之一。它的位置在尾宿一東邊約2度，很容易以肉眼看見並觀察。詹姆士·敦洛普描述這個星團是一條"非常明亮的恒星的曲線， 有許多星星混淆在一起"。約翰·赫歇爾後來描述這個集團為"非常明亮"和"非常富有" 。
這個星團的潮汐半徑約為26 ly（8.0 pc），質量大約是214太陽質量 。它被歸類為II2p型，在距離中心20角分內有55顆視星等13.5等或更亮的恆星，最亮的成員是9等星。總體而言，這個星團的集成視星等為5.4等。